# Ryszard Skowronek
Ryszard Skowronek (* 1. května 1949, Jelení Hora) je bývalý polský atlet, mistr Evropy v desetiboji z roku 1974.
Startoval v desetiboji dvakrát na olympiádě – v Mnichově v roce 1972 a v Montrealu o čtyři roky později – zde obsadil páté místo. Jeho největším úspěchem se stal titul mistra Evropy v desetiboji v roce 1974 v Římě výkonem 8113 bodů.